# Front pour la démocratie et le progrès
Pour les articles homonymes, voir FDP.
Le Front pour la démocratie et le progrès (FDP) est un parti politique sénégalais, dirigé par Mbaye Diouf, administrateur civil.

## Histoire
Ancien directeur général de la Société nationale des chemins de fer du Sénégal (SNCS), son leader Mbaye Diouf avait d'abord été très proche de Djibo Leyti Kâ dans l'ancienne Union pour le renouveau démocratique (URD), mais il s'en était éloigné après la volte-face de ce dernier entre les deux tours de l'élection présidentielle de février-mars 2000 et après le succès d'Abdoulaye Wade.
Le FDP est officiellement créé le 27 juillet 2000.

## Orientation
Ses objectifs déclarés sont « de conquérir le pouvoir politique en vue de la mise en œuvre de ses idées et projets pour le développement de la société sénégalaise ».

## Symboles
Sa couleur est le rose.

## Organisation
Son siège se trouve à Dakar.